# Lasocin (województwo zachodniopomorskie)
Lasocin (niem. Friedewald) – wieś w Polsce położona w województwie zachodniopomorskim, w powiecie drawskim, w gminie Drawsko Pomorskie. W latach 1975–1998 miejscowość administracyjnie należała do województwa koszalińskiego. W roku 2007 wieś liczyła 47 mieszkańców. Miejscowość wchodzi w skład sołectwa Nętno.

## Geografia
Wieś leży ok. 3,5 km na północny zachód od Nętna.